# Petrikovce
Petrikovce – wieś (obec) na Słowacji położona w kraju koszyckim, w powiecie Michalovce. Pierwsze wzmianki o miejscowości pochodzą z roku 1411. 
Według danych z dnia 31 grudnia 2012, wieś zamieszkiwało 186 osób, w tym 100 kobiet i 86 mężczyzn.
W 2001 roku rozkład populacji względem narodowości i przynależności etnicznej wyglądał następująco:
- Słowacy – 98,08%
- Czesi – 0,48%
- Węgrzy – 1,44%

Ze względu na wyznawaną religię struktura mieszkańców kształtowała się w 2001 roku następująco:
- Katolicy rzymscy – 53,85%
- Grekokatolicy – 42,31%
- Prawosławni – 0,96%
- Ateiści – 0,48%